# Калаван-1
Калаван-1 (англ. Kalavan-1) —  археологический памятник, представляющий собой поселение, расположенный в горной цепи Арегуняц на высоте 1640 м над уровнем моря на северном берегу озера Севан Армении.       
Под руководством армяно-французской команды несколько раскопок (2005–2009 гг.) выявили хорошо сохранившуюся палеопочву, датируемую примерно 14 000 лет до н. э., содержащую фауну, литические артефакты, а также несколько очагов и зон активности, которые структурируют поселение.       

## Описание
На северо-востоке Армении, на северном берегу озера Севан, в самом сердце горной цепи Арегуняц и в долине реки Барепат, впадающей в реку Гетик, находится открытый участок Калаван-1.
Собранная литическая коллекция состоит из предметов, изготовленных примерно на 39% из местных кремнистых пород и на 58% из обсидиана, остальное – кремень (2,9%), источник которого еще предстоит определить. Было установлено, что местное сырье поступает из области вокруг участка, которая варьируется от нескольких сотен метров до максимум 4 км.